# 焦敬
焦敬（？—1467年1月20日），明朝驸马都尉，明仁宗的女儿庆都公主的丈夫。

## 生平
焦敬世袭建宁右卫左千户所正千户。父亲焦谅、祖父焦中。彭卫指挥使焦毅之弟。
宣德三年（1428年）十一月初二日，明宣宗命庆都公主下嫁焦敬。
正统十四年（1449年），明英宗亲征瓦剌，焦敬留下辅佐郕王朱祁钰。
土木之变，明英宗被也先俘虏，焦敬参与拥立明代宗。
成化二年十二月（1467年1月20日），焦敬去世。明宪宗辍朝一日，赐葬祭如例。